# Oxytropis strobilacea
Oxytropis strobilacea är en ärtväxtart som beskrevs av Aleksandr Andrejevitj Bunge. Oxytropis strobilacea ingår i släktet klovedlar, och familjen ärtväxter. Inga underarter finns listade i Catalogue of Life.

## Bildgalleri

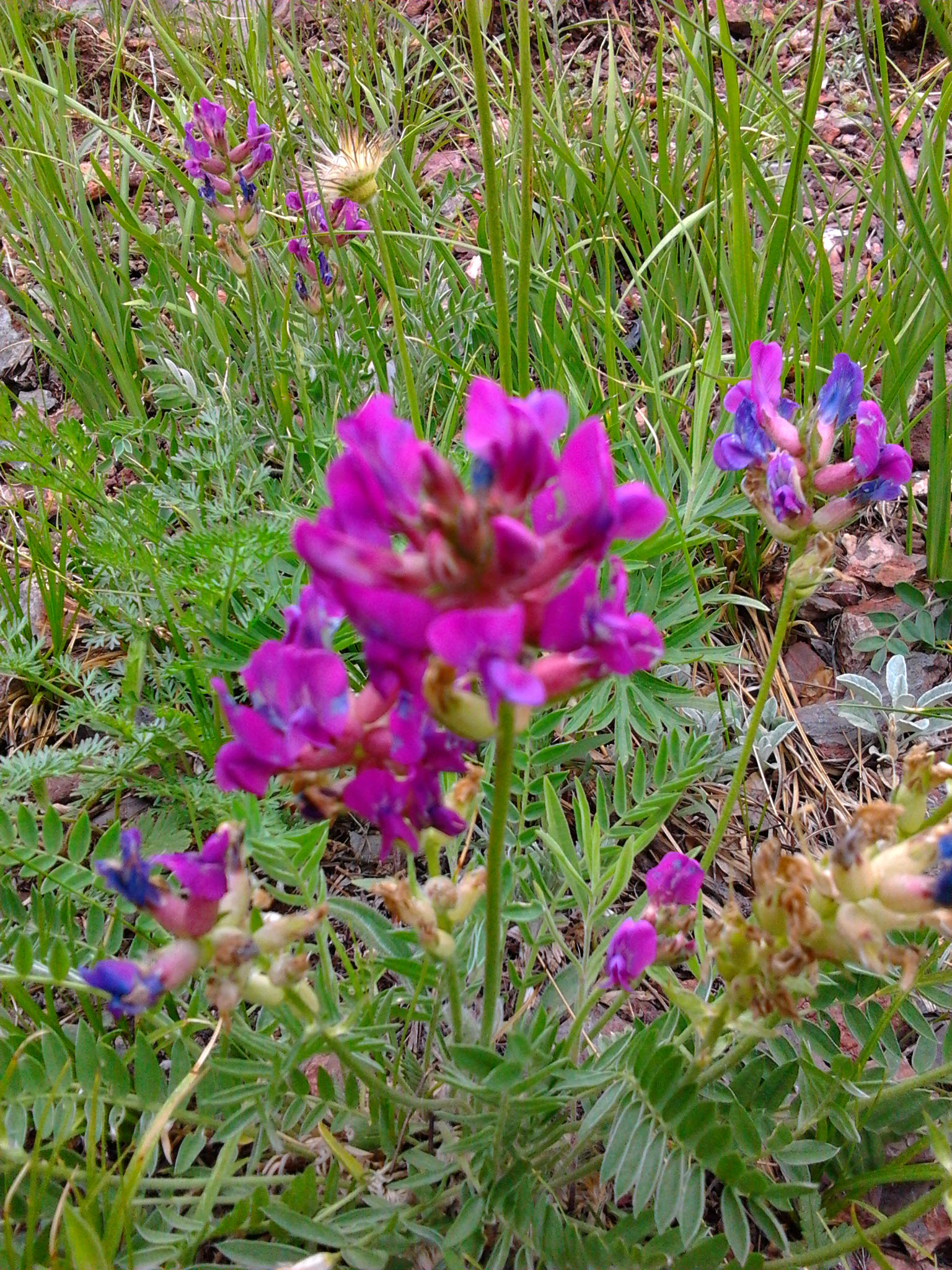